# Kangaroo Island Council
Kangaroo Island Council is een Local Government Area (LGA) in de Australische deelstaat Zuid-Australië.